# فدریکو کارتابیا
فدریکو کارتابیا (انگلیسی: Federico Cartabia؛ زادهٔ ۲۰ ژانویهٔ ۱۹۹۳) بازیکن فوتبال اهل آرژانتین است که در باشگاه شباب الاهلی امارات در پست وینگر یا هافبک هجومی بازی می‌کند.
وی همچنین در تیم ملی فوتبال زیر ۲۰ سال آرژانتین بازی کرده‌است.